# Eiðisskarð
De Eiðisskarð is een berg die ligt op het eiland Eysturoy, Faeröer. De berg heeft een hoogte van 392 meter.